# لایم ریج (پنسیلوانیا)
لایم ریج (به انگلیسی: Lime Ridge) یک منطقهٔ مسکونی در ایالات متحده آمریکا است که در شهرستان کلمبیا، پنسیلوانیا واقع شده‌است. لایم ریج ۴٫۱ کیلومتر مربع مساحت و ۸۹۰ نفر جمعیت دارد و ۱۵۴٫۸۴ متر بالاتر از سطح دریا واقع شده‌است.